# Cairo (pueblo)
Cairo es un pueblo estadounidense del condado de Greene, estado de Nueva York. Tiene una población estimada, a mediados de 2021, de 6753 habitantes.

## Geografía
El municipio está ubicado en las coordenadas 42°17′56″N 74°0′56″O / 42.29889, -74.01556 (42.298995, -74.015684).

## Demografía
Según la Oficina del Censo, en 2000 los ingresos medios de los hogares eran de $35,995 y los ingresos medios de las familias eran de $41,820. Los hombres tenían ingresos medios por $36,590 frente a los $25,538 que percibían las mujeres. Los ingresos per cápita para la localidad eran de $19,407. Alrededor del 10.4% de la población estaba por debajo del umbral de pobreza.
De acuerdo con la estimación 2016-2020 de la Oficina del Censo, los ingresos medios de los hogares son de $64,738 y los ingresos medios de las familias son de $73,990. Los ingresos per cápita en los últimos doce meses, medidos en dólares de 2020, son de $34,496. Alrededor del 7.8% de la población está por debajo del umbral de pobreza.

## Personajes ilustres
- Jennifer Connelly, actriz.